# Limnephilus hovsgolicus
Limnephilus hovsgolicus là một loài Trichoptera trong họ Limnephilidae. Chúng phân bố ở miền Cổ bắc.